# Пындино
Пындино — деревня в Смоленском районе Смоленской области России. Входит в состав Новосельского сельского поселения. Население — 37 жителей (2010 год).
Расположена в западной части области в 28 км к северо-западу от Смоленска, в 0,5 км северо-восточнее автодороги Р133 Смоленск — Невель. В 18 км южнее деревни расположена железнодорожная станция Куприно на линии Смоленск — Витебск. 

## История
В годы Великой Отечественной войны деревня была оккупирована гитлеровскими войсками в июле 1941 года, освобождена в сентябре 1943 года. 